# فردریک بویلشتاین
فردریک بویلشتاین (انگلیسی: Frederick Boylstein; ۱۵ مارس ۱۹۰۲ – ۲۸ فوریهٔ ۱۹۷۲) بوکسور اهل ایالات متحده آمریکا بود.